# Cirencester
Cirencester (engelskt uttal: [ˈsaɪrənsɛstər] lyssna (fil)) är en stad och civil parish i grevskapet Gloucestershire i England. Staden ligger i distriktet Cotswold vid floden Churn, cirka 25 kilometer sydost om Gloucester. Tätortsdelen (built-up area sub division) Cirencester hade 16 325 invånare vid folkräkningen år 2011. Cirencester nämndes i Domedagsboken (Domesday Book) år 1086, och kallades då Cirecestre.